# Nagwa Fouad
Nagwa Fouad, all'anagrafe Awatif Mohamed Agami (in arabo نجوى فؤاد‎?; Alessandria d'Egitto, 17 gennaio 1943), è una ballerina, attrice e produttrice cinematografica egiziana.

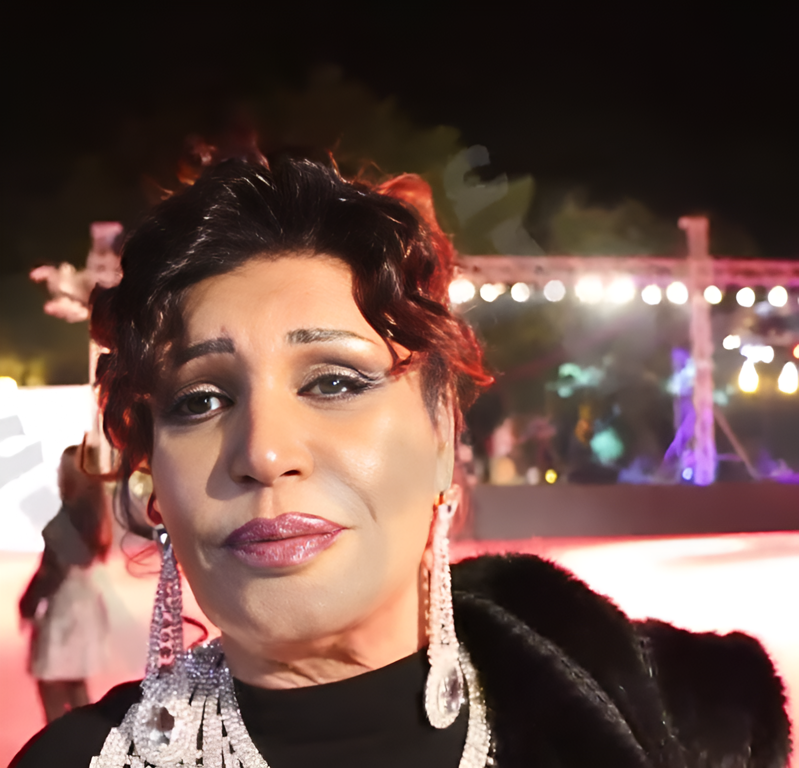
Nagwa Fouad

È considerata la Migliore danzatrice del ventre di tutti i tempi. Ha modernizzato e arricchito il mondo della danza del ventre con l'inserimento di stili e musiche diverse, tra cui il saidi e il tip-tap.

## Biografia
Nagwa Fouad nasce in una famiglia mista,  padre egiziano e madre palestinese. Inizia giovanissima a danzare nei nightclub più famosi tra cui il Sahara City e L'Auberge, locations splendide ai piedi delle Piramidi di Giza. Per perfezionare la tecnica, frequenta la scuola di danza di Nelly Mazloum (1929-2003).
Nei primi anni '60, viene notata dal musicista Ahmed Fouad Hassan (1928-1993) che sposa di li' a poco. Questo connubio permetterà ad entrambi di raggiungere una grande notorietà: Ahmed Fouad produce un gran numero di opere musicali; mentre Nagwa inizia ad esibirsi al festival della musica Adwoua al-Madina (Le luci della città) con artisti del calibro di Abdel Halim Hafez, Fayza Ahmed, Shadia, Nagat El-Saghira e Sabah (cantante). È questo il periodo in cui inizia a recitare per il cinema, raggiunge l'apice del successo professionale nel 1976 quando Mohammed Abdel Wahab la sceglie per interpretare la sua operetta Qamar Arba'tashar (Luna piena). Per Nagwa Fouad sono stati scritti e composti alcuni dei pezzi piu' noti della danza del ventre moderna, quali Na'asa, Masha'ael, Ali Loze e Shick Shak Shok. 
Nel 1998, si ritira dalla danza dopo essersi esibita dal vivo in tutto il mondo. Continua ad avere un'intensa carriera artistica fatta di oltre 80 film, oltre 10 serie televisive, diverse partecipazioni teatrali, oltre ad essere ospite d'onore di festival e manifestazioni di danza del ventre.

### Filmografia parziale
- 1960:  شارع الحب (Shariea al-Hobb)
- 1961:  النصاب (Al-Nassab)
- 1962:  حلوه و كدابه (Helwa w Kaddaba)
- 1963: جواز فى خطر (Ghawaz f Khatar)
- 1964: حكاية نص الليل – المغامره الكبرى.
- 1966:  طريد الفردوس (Tarik al-Fardouz)
- 1967:  أجازه غراميه (Agaza Gharameyia)
- 1968:  حب و خيانه (Hobb w Kheyiana)
- 1969:  مهمه سريه فى الشرق الأوسط (Mouhemma Rasmeyia f al-Shark al-Awsat)
- 1970: سبع الليل (Sabeh al-Leil)
- 1971: م و النساء (Damm w al-Nisaa)
- 1972: ذات الوجهين (Sat al-Wajheen)
- 1973: شقه للحب (Shakka ll Hobb)
- 1974: أرمله ليلة الزفاف (Armala Leilat Zifaf)
- 1976:  كان و كان و كان (Kan w Kan w Kan)
- 1978: ليله لا تنسى (Leila La Tensa)
- 1979: رجال لا يعرفون الحب (Reghal La Ya'arafoun al-Hobb)
- 1980: دائرة الشك
- 1981: برج المدابغ (Borg al-Madabegh)
- 1983: بكرا أحلى من النهارده (Boukra Ahla nm Ennaharda)
- 1985: بنات إبليس (Banat Iblis)
- 1986: حد السيف  (Hadd al-Seif)
- 1989: حارة الحبايب (Harat al-Habaieb)
- 1990:  البيضه و الحجر (Al Beida w al-Haggar)
- 1991:  الهاربه الى الجحيم (Al-Houroub Ila al-Ghahim)
- 1992:  الدلاله (Al-Dalala)
- 1993:  الرصيف (Al-Rasif)
- 1994:  أحلامنا الحلوه (Ahlamna al-Helwa)
- 1995: كلاب المدينه (Kelab al-Madina)
- 1998: هستيريا (HYSTERIA)
- 2000: الأچنده الحمرا (Al-Agenda al-Hamra'a)
- 2009: خلطة فوزيه (Khalta Fawreya)
- 2010: هز وسط البلد (Haza West al-Balad)